# Награда имени Циприана Камиля Норвида
Награда имени Циприана Камиля Норвида (пол. Nagroda imenia Cypriana Kamila Norwida) была учреждена в 2001 году Самоуправлением Мазовецкого воеводства. Носит имя великого польского поэта Ц. К. Норвида. Ежегодно присуждается в областях: литература, музыка, изобразительное искусство и театр за произведения, созданные в предшествующий год, творцам, работающим в Мазовии. Кроме того, с 2005 года присуждается премия «Дело жизни» за совокупные достижения.
Целью награды является, прежде всего, показ и продвижение выдающихся произведений и художников, создающих в Мазовии. Премия включает в себя статуэтку, медаль и денежный приз. Торжественное вручение награды производится в Королевском замке в Варшаве.
Лауреатами награды были: Станислава Целиньская, Кристина Колиньская, Збигнев Запасевич, Францишек Печка, Яцек Семполинский, Адам Поморский, Ежи Гжегожевский, Лявон Тарасевич и другие.

## Лауреаты номинации «Дело жизни»
- 2005: Анджей Садовский
- 2006: Тадеуш Конвицкий[5]
- 2008: Эрвин Аксер[6]
- 2009: Данута Шафлярская[6][5]
- 2010: Антоний Вит[5]
- 2011: Веслав Михниковский
- 2012: Анджей Лапицкий[5]
- 2013: Юлия Хартвиг[5]
- 2014: Ежи Максымюк[5]
- 2016: Ян Кобушевский[7][5]
- 2020: Марек Гашиньский

## Одноимённая премия
С 1967 года в Польше существовала ежегодная премия имени Циприана Камиля Норвида Союза польских художников, присуждаемая автору лучшей художественной выставки в Варшаве. Среди её лауреатов — художники Влодзимеж Боровский (1972), Эрна Розенштейн (1976), Ян Добковский (1978), Юзеф Лукомский (1979), Хенрик Чесник (1988).